# Il libro dei test
Il libro dei test è un libro scritto da Silvio Valseschini, con la presentazione di Emilio Fede, nel quale l'autore propone una lunga serie di test psicologici.
Il tipo di test utilizzato è soprattutto quello che dovrebbe valutare i tratti della personalità, completato da una piccola serie di test proiettivi. 
Il libro inizia con la verifica del comportamento del neonato, indaga sullo sviluppo del bambino e sul rapporto con il proprio corpo. 
Il secondo gruppo di test riguarda i processi mentali, quali la memoria, l'attenzione, la lettura, l'intelligenza.
Il terzo gruppo di test si preoccupa di esplorare alcuni aspetti famigliari, come l'adattamento, il rapporto psicologico coi parenti, la valutazione dell'istituzione familiare.
Il gruppo seguente di test tocca il rapporto di coppia, proponendosi di analizzare la maturità per la felicità della coppia, la correttezza con il partner, il grado di autenticità dei sentimenti.
Il capitolo intitolato "Il vostro carattere" valuta la sincerità, la creatività, l'interesse per gli altri, la tolleranza, l'aggressività, la violenza, lo stress, la felicità.

## Edizioni
- Silvio Valseschini, Il libro dei test, Arnoldo Mondadori, 1984,  pp.301, cap.9.